# چارلز بی. وسلر
چارلز بی. وسلر (انگلیسی: Charles B. Wessler؛ زادهٔ ۱۶ مهٔ ۱۹۵۵) تهیه‌کننده فیلم اهل ایالات متحده آمریکا است. وی بیشتر به سبب همکاری نزدیک با برادران فارلی شناخته می‌شود.
از فیلم‌هایی که وی در آن‌ها نقش داشته‌است، می‌توان به کتاب سبز، احمق و احمق‌تر ۲، سه کله‌پوک، فیلم ۴۳، مجوز موقت، کودک دل‌شکسته، وابسته به تو، هال ظاهربین، مری یه جوریه و احمق و احمق‌تر اشاره نمود.